# مانويل سيواني (سياسي)
مانويل سيواني كوراليس ‏ (1 نوفمبر 1900 في مقاطعة تشوريوس - 10 سبتمبر 1963 في واشنطن العاصمة) سياسي، وصحفي، ومحامٍ من بيرو. وهو أحد الأعضاء المؤسسين لحزب أبريستا البيروفي. وأصبح الزعيم الأكثر شعبية في الحزب بعد آيا دي لا توري. وعُرف بلقب (إل كاتشورو) "المتمرد". كذلك هو مؤسس وأول مدير لصحيفة "تريبونا"، الذراع الإعلامي لحزبه. شغل منصب الأمين العام (1940-1948) من بين مناصب أخرى في الحزب. وعانى من الاضطهاد والنفي مثل بقية زملائه أعضاء الحزب. كان مرشحاً لمنصب النائب الأول لرئيس جمهورية بيرو على القائمة الرئاسية التي يرأسها آيا دي لا توري في الانتخابات العامة لعام 1962، والتي أُلغيت نتيجتها.